# Rudolf Schuch
Bruno Rudolf Schuch (* 18. Januar 1902 in Berlin; † 10. Juni 1967 in Berlin) war Dentist in Neukölln und Widerstandskämpfer gegen den Nationalsozialismus.
In der Weimarer Republik war er Mitglied im Reichsbanner Schwarz-Rot-Gold. In diesem war er stellvertretender Bezirksführer in Britz. Er war Mitglied der Widerstandsgruppe „Parole“. Diese bemühte sich nach dem Verbot der SPD um eine Einheitsfront der Arbeiterparteien SPD und KPD. In seiner Neuköllner Praxis in der Kaiser-Friedrich-Straße 34 verfasste und vervielfältigte er antinationalsozialistische Flugblätter. Schuch hielt auch Kontakte zu ehemaligen Mitgliedern des Reichsbanners aufrecht. Er wurde 1934 entdeckt und vom 2. Strafsenat des Kammergerichtes zu Berlin am 29. März 1935 wegen Beihilfe zum Verbrechen gegen Parteiverbotsgesetz zu einem Jahr und sechs Monaten Gefängnis verurteilt.
Nach seiner Haftentlassung wurde er an die Front versetzt. 1944 wurde er wegen Wehrkraftzersetzung und Hören von ausländischen Radioprogrammen („Rundfunkverbrechen“) verhaftet und im Februar 1945 zum Tode verurteilt. Dieses wurde aufgrund des Vormarsches der sowjetischen Armee aber nicht vollstreckt, so dass er den Krieg überlebte. Er trat später der SED bei, verließ diese aber bald wieder.